# Gustavo Pinto Cerqueira
Cerqueira (bürgerlich Gustavo Pinto Cerqueira; * 6. August 1957 in Penafiel) ist ein ehemaliger portugiesischer Fußball-Torwart. Er spielte fast während seiner gesamten Karriere beim FC Penafiel.

## Karriere
Cerqueira spielte während seiner gesamten Karriere, von 1978 bis 1997, bei seinem Heimatverein FC Penafiel, mit Ausnahme einer Saison beim Drittligisten AD Velonguense. Er spielte mit dem Verein in der zweiten Liga des Landes, der Segunda Divisão, und zeitweise auch in der dritten Liga.
Insgesamt bestritt Cerqueira für Penafiel 197 Ligaspiele.

### Erfolge
- Aufstieg in die Segunda Divisão 1980 und 1987 mit dem FC Penafiel

## Einzelnachweis
1. ↑  http://terceiroanel.weblog.com.pt/jorgebarata/cab-chi.htm

| Personendaten    | Personendaten                   |
| ---------------- | ------------------------------- |
| NAME             | Cerqueira, Gustavo Pinto        |
| ALTERNATIVNAMEN  | Cerqueira (Spitzname)           |
| KURZBESCHREIBUNG | portugiesischer Fußballtorhüter |
| GEBURTSDATUM     | 6. August 1957                  |
| GEBURTSORT       | Penafiel                        |